# Pascal Jansen
Pascal Jansen (London, 1973. január 27. –) holland–angol labdarúgó és sportvezető, edző.
Fiatalon futballozott, de a térdsérülése miatt a pályafutása félbeszakadt.

## Élete és pályafutása
Jansen egy holland-brit zenész házaspár gyermekeként született, édesanyja, Sue Chaloner a Spooky & Sue popduó tagja volt. Gyerekként Hollandiába költözött a szüleivel, ahol futballozni kezdett. Fiatal korában a ZVV Zaandam, az Ajax Amsterdam, az AZ Alkmaar, a HFC Haarlem és a Telstar 1963 csapataiban játszott. Súlyos sérülése miatt azonban korán be kellett fejeznie a pályafutását, azóta edzőként dolgozik.
1993-tól a HFC Haarlem ifjúsági csapatával foglalkozott, 1998-ban az Egyesült Arab Emírségekbe ment. 2000-ben visszatért Hollandiába, és a Vitesse Arnhem ifjúsági együttesének vezetője lett. 2009-ig maradt itt, időnként az utánpótláscsapat edzőjeként is. Ezután a Sparta Rotterdamhoz került utánpótlás-menedzserként, ahol 2011-ben Michel Vonk asszisztenseként csatlakozott a felnőttcsapat edzői stábjához.
2013 júliusában a PSV Eindhoven ifjúsági akadémiájához került, két évvel később pedig kétéves szerződéssel a Jong PSV edzői posztját vette át a holland másodosztályban.
2018-ban távozott a PSV-től, hogy segédedzőként dolgozzon korábbi klubjában, az AZ Alkmaarban. Kezdetben John van den Brom edzői stábjának tagja volt, majd 2019-től a korábbi asszisztenst, Arne Slotot segítette. Miután Slot 2020. december 5-én távozott a klubtól, ideiglenes megoldásként átvette a feladatát. Kinevezése eredetileg a szezon végéig szólt, ám 2021 áprilisának elején a klub 2023-ig meghosszabbította a szerződését.

### Ferencváros
2024. június 13-án a Ferencváros vezetőedzőjévé nevezték ki. Irányításával az FTC az élvonalban 16 mérkőzésen 10 győzelmet szerzett, valamint négy döntetlen mellett két alkalommal szenvedett vereséget, az Európa-liga alapszakaszában pedig hat mérkőzéséből hármat megnyert. 2024. december 31-én Kubatov Gábor, a Ferencváros elnöke hivatalos Facebook-oldalán jelentette be, hogy Jansent kivásárolták élő szerződéséből, és hogy az Amerikai Egyesült Államokban folytatja edzői pályafutását.

### New York City
2025. január 6-án négyéves szerződéssel a New York City vezetőedzőjévé nevezték ki.

## Fordítás
- Ez a szócikk részben vagy egészben  a   Pascal Jansen című német Wikipédia-szócikk ezen változatának fordításán alapul.  Az eredeti cikk szerkesztőit annak laptörténete sorolja fel. Ez a jelzés csupán a megfogalmazás eredetét és a szerzői jogokat jelzi, nem szolgál a cikkben szereplő információk forrásmegjelöléseként.